# 裸果鳞毛蕨
裸果鳞毛蕨（学名：Dryopteris gymnosora）为鳞毛蕨科鳞毛蕨属下的一个种。